# Daouda Diakité (1983)
Daouda Diakité (* 30. března 1983, Ouagadougou, Burkina Faso) je fotbalový brankář a reprezentant Burkiny Faso, který je v současné době bez angažmá.

## Klubová kariéra
Rodák z Ouagadougou hrál v Burkině Faso za klub Étoile Filante Ouagadougou. Poté odešel v roce 2005 do Egypta, kde působil v klubu Al Mokawloon Al Arab. V lednu 2011 přestoupil do belgického celku KV Turnhout a v létě 2012 do jiného belgického týmu Lierse SK, kde vydržel pouze jednu sezónu.

## Reprezentační kariéra
V seniorské reprezentaci Burkiny Faso debutoval v roce 2003.
Zúčastnil se Afrického poháru národů 2010 v Angole, kde Burkina Faso nepostoupila ze základní skupiny B. Byl také nominován na Africký pohár národů 2012 v Gabonu a Rovníkové Guineji. Burkina Faso skončila v základní skupině B na posledním čtvrtém místě bez zisku bodu. Na Africkém poháru národů 2013 v Jihoafrické republice se probojoval s týmem až do finále proti Nigérii, kde ovšem Burkina Faso podlehla soupeři 0:1.